# ノーマン・ファウラー (ファウラー男爵)
ファウラー男爵ノーマン・ピーター・ファウラー（Peter Norman Fowler, Baron Fowler ,Kt, PC、1938年2月2日 - ）は、イギリスの政治家。前貴族院議長（2016年9月1日から2021年4月30日）。保守党議員としてサッチャー政権、メージャー政権で閣僚を務めた。

## 来歴
エセックス州チェルムズフォード生まれ。イギリス陸軍エセックス連隊に参加した後、ケンブリッジ大学トリニティ・ホール（Trinity_Hall,_Cambridge）卒業。
はじめノッティンガム・サウスから当選し、同選挙区廃止後はサットン・コールドフィールドに選挙区を改めた。2001年に国会議員を引退。
同年にファウラー男爵として叙爵され、貴族院議員として活動した。
2016年には貴族院議長となり、2021年4月に引退した。
LGBTやエイズ患者の権利擁護に尽力した。